# Contea di Guantao
La contea di Guantao (馆陶县S, Guǎntáo XiànP) è una contea della Cina, situata nella provincia di Hebei e amministrata dalla prefettura di Handan.